# Dyocerasoma nivisatelles
Dyocerasoma nivisatelles är en mångfotingart som först beskrevs av Karl Wilhelm Verhoeff 1897.  Dyocerasoma nivisatelles ingår i släktet Dyocerasoma och familjen knöldubbelfotingar. Inga underarter finns listade i Catalogue of Life.